# (2475) Semenov
(2475) Semenov (1972 TF2) – planetoida z pasa głównego asteroid okrążająca Słońce w ciągu 5,3 lat w średniej odległości 3,04 au. Odkryta 8 października 1972 roku.